# Michael J. Tarr
Michael J. Tarr ist ein US-amerikanischer Neurowissenschaftler. Er ist Kavčić-Moura Professor in Cognitive and Brain Science an der  Carnegie-Mellon University.
Tarr wurde am Massachusetts Institute of Technology (MIT) promoviert. Von 1989 bis 1995 war er Professor an der Yale University und von 1995 bis 2009 Professor an der Brown University.
Sein Forschungsgebiet ist die Visuelle Wahrnehmung.

## Schriften
- Chang, N., Pyles, J. A., Marcus, A., Gupta, A., Tarr, M.J., & Aminoff, E. M. (2019). BOLD5000, a public fMRI dataset while viewing 5000 visual images. Scientific Data, 6(1), 49.
- Tarr, M. J., & Aminoff, E. M. (2016). Can Big Data Help Us Understand Human Vision? In M. Jones (Ed.), Big Data in Cognitive Science. Taylor & Francis: Psychology Press.
- Aminoff, E. M., Toneva, M., Shrivastava, A., Chen, X., Misra, I., Gupta, A., & Tarr, M. J. (2015). Applying artificial vision models to human scene understanding. Front. Comput. Neurosci., 9.
- Leeds, D. D., Pyles, J. A., & Tarr, M. J. (2014). Exploration of complex visual feature spaces for object perception. Front. Comput. Neurosci., 8(106).
- Yang, Y., Tarr, M. J., & Kass, R. E. (2014). Estimating learning effects: A short-time Fourier transform regression model for MEG source localization. In Springer Lecture Notes on Artificial Intelligence: MLINI 2014: Machine learning and interpretation in neuroimaging.
- Cindy M. Bukach, Isabel Gauthier, Michael J. Tarr, Beyond faces and modularity: the power of an expertise framework, Trends in Cognitive Sciences, Volume 10, Issue 4, 2006, Pages 159-166, https://doi.org/10.1016/j.tics.2006.02.004.
- Leeds, D. D., Seibert, D. A., Pyles, J. A., & Tarr, M. J. (2013). Comparing visual representations across human fMRI and computational vision. J. of Vision. 13(13).
- Gauthier, I., Tarr, M. J., Moylan, J., Skudlarski, P., Gore, J. C., & Anderson, A. W. (2000): The fusiform “face area” is part of a network that processes faces at the individual level. Journal of cognitive neuroscience, 12(3), 495-504.
- Isabel Gauthier, Michael J. Tarr, Becoming a “Greeble” Expert: Exploring Mechanisms for Face Recognition, Vision Research, Volume 37, Issue 12, 1997, Pages 1673-1682, https://doi.org/10.1016/S0042-6989(96)00286-6.
- Tarr, M. J., & Pinker, S. (1990): When does Human Object Recognition use a Viewer-Centered Reference Frame? Psychological Science, 1(4), 253–256. https://doi.org/10.1111/j.1467-9280.1990.tb00209.x.

## Auszeichnungen
- 2003: Troland Research Award